# Robert Merle
Robert Merle (n. 28 august 1908, Tébessa, Algeria – d. 28 martie 2004, Grosrouvre⁠(d), Yvelines, Franța) a fost un anglist, dramaturg, scriitor, traducător și profesor francez.

## Viața și cariera
Familia lui Robert Merle trăia în Algeria de când străbunicul său, țăran sărac din Cantal, s-a stabilit acolo împreună cu alți francezi, în procesul de colonizare a țării.
Félix Merle (1871-1915), tatăl viitorului scriitor, era militar de carieră. Cunoștea limba arabă literară și dialectul arab local. A fost ofițer interpret, iar după ce a demisionat din armată, a devenit interpret judiciar. În timpul Primului Război Mondial a fost mobilizat și a participat la Campania Gallipoli până în 1915. Atunci s-a îmbolnăvit de febră tifoidă, a fost repatriat la Marsilia și a murit în același an, când Robert Merle avea șase ani. Familia, cu încă doi copii, a devenit săracă și s-a mutat la Paris, unde mama a devenit dactilografă.
Robert Merle a frecventat Liceul Condorcet, apoi Liceul Michelet⁠(d), dintre cele mai prestigioase din Paris. După bacalaureat, în 1926, a petrecut vara în Anglia ca profesor particular de limba franceză al copiilor unei familii. Și-a continuat studiile la Liceul Louis le Grand, alt liceu de prestigiu, cu cei doi ani pregătitori pentru Școala Normală Superioară, dar a căzut la concursul de admitere la această instituție cu un statut superior universităților. S-a înscris la Sorbona, universitate fără concurs de admitere, unde a obținut licența în filosofie. Apoi a petrecut un an în SUA ca profesor la un liceu din Cleveland, după care a continuat cu studii de limba și literatura engleză. A învățat în același timp și limba germană. În 1931 a căzut la concursul de titularizare ca profesor de engleză, dar în anul următor a ieșit pe locul întâi la acesta.
Merle și-a început cariera didactică în 1933, la un liceu din Pontoise. După aceea a lucrat la un liceu din Bordeaux, apoi la unul din Marsilia. Din 1936 a profesat la un liceu din Neuilly-sur-Seine, lângă Paris, unde a fost coleg cu Jean-Paul Sartre, care era atunci profesor de filosofie. Între timp a început să lucreze la o teză de doctorat despre Oscar Wilde.
În 1939, la începutul așa-numitului război ciudat, Merle a fost mobilizat, fiind ofițer de legătură pe lângă trupele britanice trimise în Franța. În 1940, după atacarea Franței de către Wehrmacht, a fost luat prizonier la Dunkerque. Mai întâi a fost dus la Dortmund, unde a trebuit să lucreze într-o fabrică de mobilă. În 1941 a evadat, dar a fost prins la frontiera cu Franța. În lagărul de prizonieri unde a fost dus a efectuat mai întâi munci fizice grele, apoi a ajuns interpret în spitalul lagărului. În 1942 a fost dus într-un lagăr de lângă Königsberg, iar în 1943 a fost eliberat pe motiv de boală.
Întors în Franța, și-a reluat cariera de profesor de liceu la Paris, apoi, din cauza stării de sănătate înrăutățită în prizonierat, a intrat într-un lung concediu medical. A reînceput să lucreze în 1944, devenind conferențiar de literatura engleză la Universitatea din Rennes. A continuat să lucreze la teza de doctorat și a început să traducă din literatura engleză. În același timp a lucrat la primul său roman, Week-end la Zuydcoote. În 1948 a terminat doctoratul și a fost promovat profesor universitar în aceeași universitate.
Week-end la Zuydcoote a apărut în 1949, la editura Gallimard, suscitând polemici și un mare interes cu realismul său crud. În același an, romanul a fost distins cu Premiul Goncourt. În 1952 i-a apărut al doilea roman, Moartea e meseria mea, care nu a avut atunci succes în Franța. Timp de zece ani, Merle a mai scris numai câteva piese de teatru, angajându-se mai mult în activitatea politică, dar succesul a revenit în 1962 cu romanul Insula, și nu l-a mai părăsit. După ce a reapărut în 1972, și Moartea e meseria mea a devenit unul din romanele cele mai citite ale autorului.
După Universitatea din Rennes, scriitorul a mai predat la alte câteva universități. În 1957 s-a transferat la Universitatea din Toulouse, apoi, în 1960, la Universitatea din Caen. În 1962 a lucrat în Algeria devenită independentă în acel an, la Universitatea din Alger⁠(d). În același an și-a întrerupt cariera universitară ca să fie corespondent al săptămânalului L'Express în Cuba, iar în 1964 a reluat-o la Universitatea din Rouen⁠(d), apoi a continuat-o la Universitatea din Nanterre, ultimul său loc de muncă.
În 1969, și-a cedat editurii Gallimard drepturile de autor pentru cărțile lui viitoare, în schimbul unui venit lunar substanțial, a demisionat de la universitate și s-a ocupat numai de scris. Totuși, în 1974 și-a cerut reintegrarea la Nanterre, pentru că îi lipsea atmosfera universității. S-a pensionat în 1978, la 70 de ani, dar ca profesor emerit a mai ținut câte un curs săptămânal, până la vârsta de 87 de ani.

## Viața pariculară
Viața particulară a lui Robert Merle a fost tumultuoasă. Prima lui mare iubire a fost o femeie văduvă din Anglia care îl angajase ca profesor particular de limba franceză pentru copiii ei, în vacanța de vară a lui Merle din 1926. Vacanțele din anii următori le-a petrecut tot cu ea.
S-a căsătorit prima oară în 1934, când era la primul său loc de muncă, liceul din Pontoise, cu o elevă din clasa terminală, și a avut primul copil când era la liceul din Marsilia. Această căsătorie s-a deteriorat încă dinainte de război și mai ales în timp ce era prizonier, astfel că a divorțat când s-a întors în Franța.
În 1947 a organizat o trupă de teatru la Universitatea din Rennes, la care participa o studentă cu care s-a căsătorit în 1949. Începând cu 1951 i s-au născut patru copii..
În 1960 a început o relație cu o tânără licențiată care își dădea examenul de titularizare în învățământ. S-a căsătorit cu aceasta după ce a divorțat de a doua soție. Prin 1972, soții s-au înstrăinat sentimental, dar au continuat să conviețuiască și să colaboreze pe plan profesional, inclusiv cu traduceri comune. Soția lui s-a sinucis în 1993.
În anii 1970 și 1980, Merle a avut mai multe relații de iubire cu studente. Una din ele, cunoscută de el pe la mijlocul anilor 1980 a fost tovarășa sa de viață până la moartea lui, în 2004, la vârsta de 95 de ani.
Merle a avut un frate și o soră mai mari, care au murit tineri, sora în 1925, iar fratele în 1933, ceea ce l-a afectat profund pe viitorul scriitor.
Scriitorul a avut în total șase copii, printre care Pierre Merle⁠(d), sociolog, care a publicat, printre altele, biografia tatălui său, și Olivier Merle⁠(d), cercetător în vulcanologie și scriitor.

## Robert Merle și politica
Înainte de război, Merle împărtășea concepții politice de dreapta, fără să aibă o activitate politică, dar experiența războiului și a prizonieratului l-au făcut să se orienteze spre stânga. Aceasta se reflectă în opera sa.
După insuccesul romanului Moartea e meseria mea, publicat în 1952, scriitorul și-a redus activitatea literară, începând să fie activ politic. A înființat un comitet care milita împotriva reînarmării Europei Occidentale în general și a Germaniei de Vest în special, în ideea că aceasta prezenta pericolul de a provoca un nou război mondial. Apoi a devenit liderul unui mic partid, Noua Stângă, dar în urma unei calomnii răspândite împotriva lui, care s-a dovedit a fi nefondată, a părăsit partidul și a renunțat la activitatea politică.
În 1968, când au avut loc ample mișcări studențești, Merle, profesor la Nanterre, de unde au pornit mișcările, s-a pronunțat în favoarea revendicărilor de reforme ale studenților.
Din 1972, scriitorul a devenit din nou mai activ politic, militând în presă pentru unirea partidelor de stânga în alegeri. În 1974 l-a susținut pe socialistul François Mitterrand în campania pentru alegerile prezidențiale și a intrat în partidul comunist, dar în 1978 a condamnat intervenția militară a Uniunii Sovietice în Afganistan, fapt pentru care a fost criticat de conducerea partidului, și a ieșit din acesta.

## Opera
Robert Merle a creat o operă vastă, cuprinzând mai ales romane, dar și piese de teatru, eseuri și traduceri.

### Romane
- 1949 – Week-end à Zuydcoote (Week-end la Zuydcoote, Editura Militară, 1983[22]) se inspiră din experiența trăită de autor în zilele din 1940 când trupele britanice și grupuri de militari francezi înconjurate la Dunkerque au încercat să treacă în Anglia[23].
- 1952 – La mort est mon métier (Moartea e meseria mea, Editura de Stat pentru Literatură și Artă, 1955) a fost scris după o îndelungată muncă de documentare exactă și minuțioasă după documentele procesului comandantului lagărului de la Auschwitz, Rudolf Höss, și memoriile acestuia. Prezintă particularitatea că personajul se exprimă la persoana I, reieșind modul cum s-a format începând cu copilăria, și completa lui dezumanizare în procesul de conformare cu așa-zisa îndeplinire a datoriei prin executarea până și a ordinelor celor mai criminale[24].
- 1962 – L'Île (Insula, Editura pentru Literatură Universală, 1964) se inspiră din revolta marinarilor de pe corabia engleză Bounty, în secolul al XVIII-lea, care încearcă să organizeze o societate pe o insulă din Polinezia[25].
- 1967 – Un animal doué de raison (Un animal înzestrat cu rațiune, Editura Militară, 1970 și 1973) este un roman politico-fantastic despre cercetările privind inteligența animală, aici a delfinilor, și implicațiile ei morale, în condițiile în care unele state caută să le folosească în scopuri militare[26]. În acest roman, Merle folosește extensiv metoda narativă a fluxului conștiinței, aplicat la procesele gândirii mai multor personaje, dar cu amplă specifică referire în cazul lui Henry Sevilla, delfinolog american ficționar, personajul principal al lucrării.
- 1970 – Derrière la vitre (În spatele geamului[27]) este relatarea romanțată a unei zile din mai 1968 în campusul Universității din Nanterre, cu prezentarea în paralel a vieții cotidiene a mai mulți studenți și a diverselor lor opinii politice. Ziua culminează cu evenimentul real în care un grup de studenți de extrema stângă ocupă sala de consiliu a profesorilor, prezentând revendicări de reforme. Romanul este și o satiră a lumii universitare cunoscute de scriitor[28].
- 1972 – Malevil (Malevil, Univers, 1977) este un roman științifico-fantastic și politico-fantastic despre încercările unui grup de supraviețuitori ai unei catastrofe care a distrus aproape toată omenirea, de a reface societatea. Abordează teme ca religia, politica, locul femeii în societate, lumea rurală, rolul conducătorului etc.[29].
- 1974 – Les Hommes protégés (Bărbații protejați) este tot un roman științifico-fantastic și politico-fantastic a cărui acțiune are loc în SUA. O epidemie care îi afectează numai pe bărbații sub 60 de ani lasă în urma sa numai o minoritate masculină. Puterea este preluată de femei, dar tarele societății rămân aceleași ca înainte, printre minoritățile oprimate numărându-se acum și bărbații rămași, izolați ca să nu se îmbolnăvească[30].
- 1976 – Madrapour este un roman despre roata timpului, căreia nu-i scapă niciun om, scris sub forma aventurii bizare a pasagerilor unui avion în care sunt amenințați de teroriști. Avionul se dovedește a fi fără echipaj, dirijat de la sol[31].
- 1987 – L'Idole (Idolul) își desfășoară acțiunea în Italia renascentistă, în secolul al XVI-lea. Este istoria tragică romanțată a unei femei celebre, Vittoria Accoramboni⁠(d), o femeie originară din mica burghezie ajunsă în înalta societate, care suscită pasiuni contradictorii într-o societate misogină[32].
- 1989 – Le Propre de l'homme (Specificul omului) relatează o experiență de „umanizare” a unui pui femelă de cimpanzeu, reușită în sensul că este învățată să comunice prin limba semnelor și să aibă un comportament uman, dar care devine agresivă dându-și seama că nu este om[33].
- 2013 – Dernier été à Primerol (Ultima vară la Primerol) este o carte după un manuscris din prizonierat al lui Robert Merle, găsit după moartea acestuia și publicat de Pierre Merle. Autorul prizonier își reamintește vara fericită, deși umbrită de amenințarea războiului, a anului 1939, trăită cu prima lui soție[34].

#### SeriaFortune de France(Destinul Franței)
Această serie de romane acoperă istoria Franței din 1547 până la începutul domniei efective a lui Ludovic la XIV-lea (1661). Primele șase romane ale seriei au ca narator un personaj fictiv, Pierre de Siorac, mic nobil protestant din Périgord⁠(d) care pornește pe o cale de ascensiune în societate, ajungând mai întâi la Montpellier, apoi la Paris. Apar în romane multe personaje fictive, dar și istorice, precum și evenimentele de seamă din perioada desfășurării acțiunii lor. În ultimele șapte volume, naratorul este Pierre-Emmanuel, fiul lui Pierre, ajuns la curtea regelui. Seria cuprinde romanele:
- 1977 – Fortune de France;
- 1979 – En nos vertes années (În anii noștri tineri);
- 1980 – Paris ma bonne ville (Paris, bunul meu oraș);
- 1982 – Le Prince que voilà (Iată regele);
- 1983 – La Violente Amour (Iubire violentă);
- 1985 – La Pique du jour (Zorii zilei);
- 1991 – La Volte des vertugadins (Pirueta crinolinelor);
- 1993 – L'Enfant-Roi (Copilul rege);
- 1995 – Les Roses de la vie (Trandafirii vieții);
- 1997 – Le Lys et la Pourpre (Crinul și Purpura);
- 1999 – La Gloire et les Périls (Gloria și Primejdiile);
- 2001 – Complots et Cabales (Comploturi și Intrigi);
- 2003 – Le Glaive et les Amours (Paloșul și Iubirile).

### Volume de piese de teatru
- Flamineo, Sisyphe et la mort, Les Sonderling (Flamineo, Sisif și moartea, Familia Sonderling), Gallimard, 1950;
- Théâtre II. Nouveau Sisyphe, Justice à Miramar, L'Assemblée des femmes (d'après Aristophane) (Teatru, vol. II, Noul Sisif, Justiție la Miramar, Adunarea femeilor (după Aristofan)), Paris, Gallimard, 1957;
- Théâtre III. Le Mort et le Vif suivi de Nanterre la Folie (adaptation de Sylvie Gravagna) (Teatru, vol. III, Cel mort și cel viu urmat de Nanterre nebuna (adaptare de Sylvie Gravagna)), Paris, Éditions de Fallois, 1992, ISBN 9782877060899;
- Pièces pies et impies (Piese pioase și nepioase), Éditions de Fallois, 1996, ISBN 9782877062787.

### Non-ficțiune
- Oscar Wilde. Appréciation d’une œuvre et d’une destinée. Thèse pour le doctorat ès lettres (Oscar Wilde. Aprecierea unei opere și a unui destin. Teză de doctorat în literatură), Rennes, Imprimeries réunies, 1948;
- Oscar Wilde ou la « destinée » de l'homosexuel (Oscar Wilde sau „destinul” homosexualului), Gallimard, 1955 – eseu;
- Vittoria, Princesse Orsini, Paris, Del Duca, 1958 – biografia Vittoriei Accoramboni;
- Moncada, premier combat de Fidel Castro (Moncada, prima luptă a lui Fidel Castro), Paris, Robert Laffont, 1965 – eseu;
- Ahmed Ben Bella, Gallimard, 1965 – eseu;
- Le jour ne se lève pas pour nous (Soarele nu răsare pentru noi), Plon, 1987, ISBN 2259015271 – povestire-reportaj despre viața pe submarinul L'Inflexible.

### Traduceri
- ca traducător unic:
  - Erskine Caldwell, Les Voies du Seigneur (Căile Domnului), Gallimard, 1950;
  - John Webster⁠(d), Le Démon blanc (Demonul Alb), Paris, Aubier, éditions Montaigne, 1950;
  - Jonathan Swift, Les Voyages du capitaine Gulliver. Le Voyage à Lilliput (Călătoriile căpitanului Gulliver. Călătoria la Lilliput), Paris, Éditeurs français réunis, 1956;
  - Jonathan Swift, Les Voyages du capitaine Gulliver. Le Voyage à Brobdingnag (Călătoriile căpitanului Gulliver. Călătoria la Brobdingnag), Éditeurs français réunis, 1956;
  - Jonathan Swift, Les Voyages du capitaine Gulliver. Le Voyage chez les Houyhnhnms (Călătoriile căpitanului Gulliver. Călătoria la Houyhnhnms), Éditeurs français réunis, 1960.

- Împreună cu Magali Merle:
  - Ernesto Che Guevara, Écrits I. Souvenirs de la guerre révolutionnaire (Scrieri I. Amintiri din războiul revoluționar), Paris, François Maspero, 1967;
  - Ernesto Che Guevara, Écrits II. Œuvres révolutionnaires. 1959–1967 (Scrieri II. Opere revoluționare. 1959–1967), François Maspero, 1968;
  - Ralph Ellison, Homme invisible, pour qui chantes-tu ? (Omule invizibil, pentru cine cânți?), Paris, Grasset, 1969;
  - Peter Collier și David Horowitz, Les Rockefeller, une dynastie américaine (Rockefellerii, o dinastie americană), Paris, Seuil, 1976.

### Adaptări
- 1964 – Week-end à Zuydcoote – film francez de cinema la care scriitorul a fost coscenarist[36];
- 1973 – The Day of the Dolphin (Ziua delfinului) – film american de cinema după Un animal înzestrat cu rațiune[37];
- 1977 – Moartea e meseria mea (Aus einem deutschen Leben, Din viața unui german) – film german de cinema după Moartea e meseria mea[38];
- 1981 – Malevil – film franco-german de cinema[39];
- 1987 – L'Île (Insula) – serial francez de televiziune[40];
- 1996 – Le Propre de l'homme (Specificul omului) – film francez de televiziune[41];
- 2009 – Malevil – film francez de televiziune[42].

### Caracteristici ale operei și recepția ei
Una din caracteristicile operei lui Robert Merle este rigoarea. Nu numai cărțile sale de non-ficțiune, ci și aspectele nefictive ale romanelor sale se bazează pe o documentare îndelungată, exactă și minuțioasă. În cazul romanelor din seria Fortune de France merge până acolo, încât studiază în profunzime limba franceză a epocilor pe care le tratează și scrie romanele respective într-o limbă cu elemente din aceea.
Cărțile lui Merle reflectă vederile sale politice de stânga. Simpatia pentru Fidel Castro și Che Guevara se manifestă direct în cele de non-ficțiune dedicate lor. Anticolonialismul și antirasismul său sunt evidente în cartea despre Ahmed Ben Bella⁠(d), ca și într-un roman ca Insula. Scriitorul condamnă totalitarismul, printre altele prin prezentarea unui monstru generat de acesta precum personajul romanului Moartea e meseria mea. De asemenea, atrage atența asupra pericolului evoluției statelor spre totalitarism, ca în romanul Les Hommes protégés. În acesta înfierează și intoleranța, pe care a cunoscut-o mai ales în SUA. Nu îi este străină satirizarea aspectelor pe care le consideră negative în mediul pe care îl cunoaște cel mai bine. Astfel, în romanul Derrière la vitre, lumea universitară din Franța, așa cum era înainte de 1968, apare dominată de o categorie de profesori cu puteri aproape dictatoriale, cu un sistem arbitrar al promovărilor și cu o prăpastie între profesori și studenți, dar reflectă și dezacordul autorului cu extremismul de stânga al celor care au dominat mișcările stundențești.
După cum au observat criticii și recunoaște el însuși, naratorii romanelor sale seamănă cu autorul, în afară de cel din Moartea e meseria mea.
Scriitorul are o preferință pentru locurile închise care constituie un microcosmos. Acesta poate da impresia de a recrea toată societatea, ca în Insula, în Malevil sau în Bărbații protejați.
Modul în care și-a trăit sexualitatea în timpul vieții sale bogată în iubiri se reflectă și la personaje ale sale, precum Pierre de Siorac, pe care îl consideră el însuși un umanist senzual.
Robert Merle are o scriitură tradițională, departe de căutările estetice ale unor curente literare contemporane lui, cum a fost Noul Roman⁠(d). Nu a făcut parte din niciun grup de literați. Este considerat un scriitor popular prin faptul că atrage un public larg. Ca dovadă, în lume au fost vândute peste cinci milioane de exemplare din romane aparținând seriei Fortune de France.

## Distincții
- 1949 – Premiul Goncourt pentru Week-end la Zuydcoote[43];
- 1962 – Premiul Fraternité acordat de Mișcarea împotriva Rasismului și pentru Prietenia între Popoare⁠(d) romanului Insula[44];
- 1974 – Premiul John Wood Campbell Memorial pentru cel mai bun roman științifico-fantastic, acordat ediției în engleză a romanului Malevil[48];
- 1988 – Premiul 7 d'Or⁠(d) pentru cel mai bun autor, împreună cu Bernard Revon⁠(d), acordat serialului L'Île[49];
- 2003 – Marele premiu Jean Giono⁠(d) pentru Le Glaive et les Amours[50].